# Buzás György
Buzás György (1955. június 10. – 2005. október 17.) magyar, többszörös válogatott jégkorong játékos, edző. Ikertestvére, Buzás Gábor szintén jégkorongozó volt az Újpesti Dózsában.

## Karrier
Játékosként 1971 és 1984 között az Újpest csapatát erősítette. Összesen négy bajnoki címet nyert a lila-fehérekkel. 1982-ben az év legjobb jégkorongozójának választották. 157-szer szerepelt a nemzeti csapatban, és remek teljesítményével járult hozzá, hogy a válogatott 1983-ban a Budapest Sportcsarnokban rendezett, C csoportos világbajnokságon a feljutást jelentő második helyen végzett.
Pályafutása során kétszer nyerte el a Leveles kupát 1973-ban és 1974-ben. 
Az 1986-os spanyolországi vb után Augsburgban telepedett le, ahol edzőként dolgozott. Fia, Búzás Patrik 2009-ig a német profi jégkorongligában szereplő Augsburger Panthers játékosa, majd 2009-ben az ERC Ingolstadt csapatához szerződött. 2009 júliusában autóbalesetben nyakcsigolya sérülést szenvedett, csapata a játékos teljes felépülésében bízik.